# S.O.Z. Soldados o Zombies

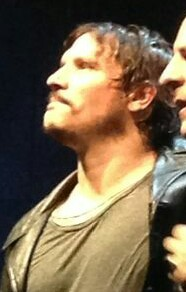
Sergio Peris-Mencheta

S.O.Z. Soldados o Zombies (cu sensul de: S.O.Z. Soldați ori zombi) este un serial TV mexican post-apocaliptic de groază creat de Nicolas Entel și Miguel Tejada Flores. Primul sezon este format din 8 episoade și a fost programat să aibă premiera în 2020 pe Amazon Prime Video. A avut premiera în streaming în 2021. Serialul este produs de Dynamo and Red Creek Productions, cu vedetele Sergio Peris-Mencheta⁠(d), Fátima Molina⁠(d), Horacio García Rojas, Nery Arredondo și Adria Morales în rolurile principale.

## Prezentare
Povestea primului sezon se învârte în jurul legendarului traficant de droguri Alonso Marroquín (interpretat de Sergio Peris-Mencheta), care, împreună cu fiul său Lucas (Nery Arredondo), evadează dintr-o închisoare mexicană de înaltă securitate  prin tuneluri și își găsește refugiul în Paradiso, o fermă aflată de cealaltă parte a frontierei, în SUA. Între timp, cadavrele soldaților americani care au fost victime ale unui experiment militar sunt abandonate lângă graniță și reînvie ca zombi mutanți. În căutarea lui Alonso și a fiului său, o echipă mexicană a forțelor speciale este infectată de zombii mutanți, devenind o armată de zombi. Alertată de iminenta amenințare pe care această nouă specie o reprezintă pentru omenire, Armata Statelor Unite se angajează într-o misiune de a le anihila.

## Distribuție
- Sergio Peris-Mencheta - Alonso Marroquín[4]
- Nery Arredondo - Lucas[4]
- Fátima Molina
- Horacio García Rojas
- Adria Morales